# 가토 히지리
가토 히지리(일본어: 加藤 聖, 2001년 9월 16일~)는 일본의 축구 선수이다.

## 구단 경력
2020년 J2리그의 V-파렌 나가사키에 입단하였다. 2023년 J1리그의 요코하마 F. 마리노스로 이적했다. 2025년 파지아노 오카야마로 이적했다.

## 국가대표팀 경력
그는 2022년 AFC U-23 아시안컵에 참가할 일본 U-23 국가대표팀에 발탁되었다.